# Lac Ritsa
Le lac Ritsa (en géorgien : რიწა, en abkhaze : Риҵа) est un lac de Géorgie (Abkhazie).